# Ga Imjingang
Ga Imjingang (Tiếng Hàn: 임진강역, Hanja: 臨津江驛) là một ga đường sắt trên Tuyến Gyeongui ở Majeong-ri, Munsan-eup, Paju-si, Gyeonggi-do và là ga đường sắt cho Tuyến Gyeongui–Jungang. Ga Imjin (Tiếng Hàn: 임진역, Hanja: 臨津驛), tồn tại từ năm 1938 đến năm 1941 là tiền thân của nó và ga hiện tại mở cửa trở lại vào ngày 30 tháng 9 năm 2001 sau khi khôi phục đoạn 6,8 km từ ga Munsan đến ga Imjingang dọc theo tuyến Gyeongui. Sau ga này qua ga Munsan là đoạn trên mặt đất tới ga Digital Media City, ga Seoul và ga Dorasan.
Nhà ga này cũng là nhà ga cuối cùng ở Hàn Quốc nơi thường dân có thể tự do ra vào trên tuyến Gyeongui. Để đến ga Dorasan, bạn phải làm thủ tục vào khu vực kiểm soát ra vào dân dụng (CCZ) tại ga này và phải mua trước vé khứ hồi từ ga Dorasan.
Vào ngày 28 tháng 3 năm 2020, với việc hoàn thành dự án điện khí hóa cho đoạn Munsan - Imjingang của Tuyến Gyeongui, Tuyến Gyeongui–Jungang của vùng thủ đô đã được mở rộng đến ga này.
Vào ngày 11 tháng 12 năm 2021, cùng với việc hoàn thành dự án điện khí hóa cho đoạn giữa các ga Imjingang và Dorasan trên tuyến Gyeongui, Tuyến Gyeongui–Jungang của vùng thủ đô được kéo dài đến ga Dorasan đã được đưa vào sử dụng. Chỉ có 2 chuyến khứ hồi và 1 chiều duy nhất vào cuối tuần. Tuy nhiên, vào ngày 12 tháng 2 năm 2022, dịch vụ đã bị tạm ngừng do COVID-19.

## Lịch sử
- 1 tháng 9 năm 1938: Bắt đầu hoạt động với tên gọi Ga Imjin' (임진역, 臨津驛) (cách Gyeongseong 51,9 km)[1]
- 7 tháng 5 năm 1941: Thời hạn kinh doanh kéo dài đến ngày 31 tháng 3 năm 1941, được gia hạn đến ngày 31 tháng 10 cùng năm.[2]
- 31 tháng 10 năm 1941: Dừng hoạt động
- 30 tháng 9 năm 2001: Hoạt động trở lại với tên ga Imjingang (임진강역, 臨津江驛)
- 1 tháng 5 năm 2014: Dịch vụ tàu hỏa đi lại (Tongil-ho) kết thúc
- 4 tháng 5 năm 2014: Bắt đầu vận hành tàu DMZ
- 2 tháng 10 năm 2019: Đình chỉ vận hành tàu DMZ[3]
- 28 tháng 3 năm 2020: Tuyến Gyeongui–Jungang Dịch vụ tàu điện đưa đón bắt đầu với việc khai trương đoạn Munsan-Imjingang (Munsan ~ Imjingang)[4]
- 11 tháng 12 năm 2021: Tuyến Gyeongui–Jungang Dịch vụ tàu điện đưa đón bắt đầu với việc khai trương đoạn Imjingang-Dorasan (Imjingang ~ Dorasan)

## Bố trí ga

### Sân ga
Cửa chắn được lắp tại một sân ga
| ↑ Dorasan   |
| \| １ \| １ |
| Uncheon ↓   |

| 1 | Tuyến Gyeongui           | DMZ Train             | ← Hướng đi Dorasan · Uncheon · Munsan · Seoul · Yongsan → | Đình chỉ           |
| 1 | ● Tuyến Gyeongui–Jungang | Tàu đưa đón           | → Hướng đi Uncheon · Munsan →                             | 2 ~ 4 lần một ngày |
| 1 | ● Tuyến Gyeongui–Jungang | Tàu đưa đón thăm quan | ← Hướng đi Dorasan                                        | Không sử dụng      |

## Xung quanh nhà ga
- Địa điểm du lịch quốc gia Imjingak
- CU Imjingak
- Cầu tự do
- Cầu thép Imjin
- Cầu Thống Nhất

## Thư viện

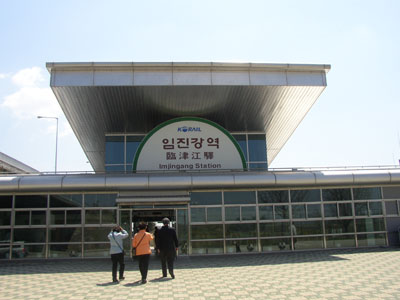
Nhà ga trước khi được tu sửa.
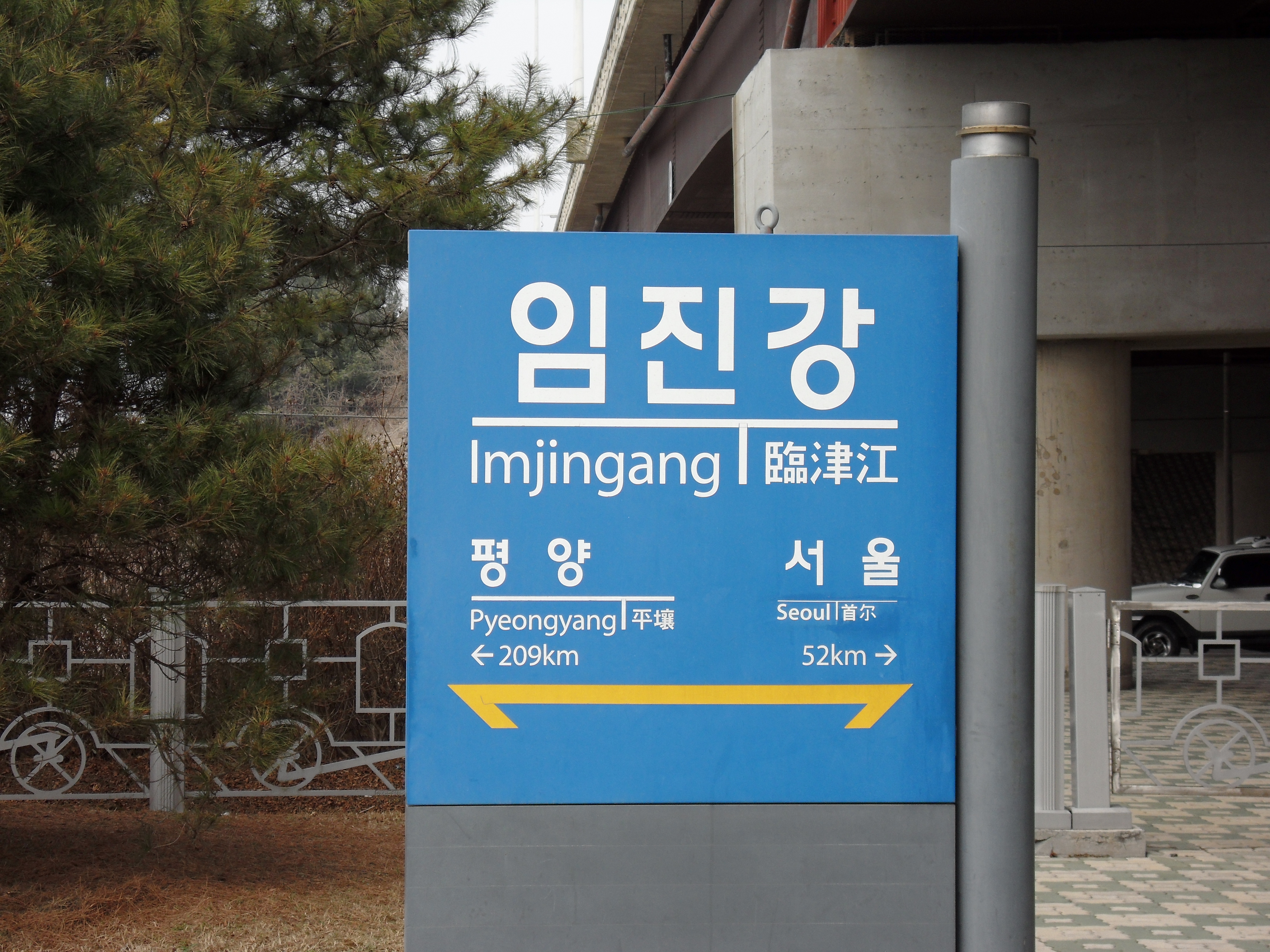
Bảng tên nhà ga